# Döbschke
Döbschke, obersorbisch Debiškowⓘ, ist ein Ort im sächsischen Landkreis Bautzen. Er gehört seit 1935 zur Gemeinde Göda, welche westlich an Bautzen grenzt. Döbschke zählt zum offiziellen sorbischen Siedlungsgebiet in der Oberlausitz.

## Geographie

### Lage
Der Ort liegt in der Oberlausitz und wird von den Ortschaften Prischwitz und Muschelwitz im Norden, Löschau und Bolbritz im Nordosten, Jannowitz und Buscheritz im Südosten, Dahren im Südwesten, und Pietzschwitz im Westen umgeben.

### Geomorphologie
Das Relief ist wellig und weist eine Abdachung nach Norden auf. Der heutige Formenschatz entstand überwiegend im Quartär insbesondere unter dem Einfluss der letzten Eiszeiten. Er beinhaltet unter anderem Rinnen, Muldentäler und Lössplatten und -rücken. Südlich von Döbschke fließt ein Bach, welcher in das Lange Wasser mündet. Physiogeographisch handelt es sich um einen Teil des Sächsischen Lössgefildes, der als Naturraum namens Oberlausitzer Gefilde zwischen dem Oberlausitzer Heide- und Teichgebiet im Norden, dem Oberlausitzer Bergland im Süden, dem Westlausitzer Hügel- und Bergland im Westen und der Östlichen Oberlausitz abgegrenzt wird. Wenig östlich von Döbschke verschmälert sich der von Belgien bis zum Ural reichende mitteleuropäische Lössgürtel auf eine Nord-Süd-Erstreckung von stellenweise nur 12 bis 15 Kilometer.

### Geologie
Die jüngsten Ablagerungen sind die elsterzeitlichen Schmelzwasserablagerungen, welche den gesamten Bereich nördlich von Döbschke einnehmen. Weiterhin steht mit dem weichselzeitlichen Gehängelehme östlich und nordöstlich der Ortslage ein weiteres junges Gestein an. Daraus wird ersichtlich, dass das Gebiet von den Eismassen der Elster- und Saalekaltzeit bedeckt war. Diese aus geologischer Sicht sehr jungen Sedimente überlagern cadomisch-kambrische Granodiorite. Oberflächennah stehen diese beispielsweise südöstlich, in Richtung Jannowitz, in Form eines Zweiglimmergranodiorit-Vorkommens an. Für die nähere Umgebung untypisch ist eine etwa hercynisch streichende Störung zwischen Jannowitz und dem Südrand von Döbschke, welch den Zweiglimmergranodiorit von dem, den gesamten Süden einnehmenden, Granodiorit trennt. Diese Lagerverhältnisse kennzeichnen eine ausgeprägte Schichtlücke zwischen dem Kambrium und dem Quartär, welche in dieser Form erst mit den Abtragungsvorgängen der Eiszeiten entstanden ist.

### Klima
Die Region liegt in der kühlgemäßigten Übergangszone zwischen Ozeanischem und Kontinentalem Klima (nach Troll und Paffen) bzw. der gemäßigten Klimazone mit Übergangsklima nach Neef. Die Jahresmitteltemperatur von 8,5 °C für Bautzen dürfte derjenigen von Döbschke etwa entsprechen. Dabei ist der Juli mit durchschnittlich 18,2 °C der wärmste und der Januar mit −1,2 °C der kälteste Monat. Bei einer entsprechenden Großwetterlage können, durch einströmende kalte Luft aus dem Böhmischen Becken, auch Temperaturen bis −15 °C erreicht werden. Im Volksmund wird dieses Phänomen „Böhmischer Wind“ genannt. Der mittlere Jahresniederschlag liegt, bedingt durch den Regenschatten des Oberlausitzer Berglandes, zwischen 670 und 690 mm. Damit ist das Gebiet relativ niederschlagsarm. Der niederschlagsreichste Monat ist im langjährigen Mittel der Juli mit 80 bis 90 mm, der niederschlagsärmste Monat ist der Januar mit etwa 40 mm.

### Landnutzung
Durch die Lage am Südhang eines kleinen Tales und die guten Böden ist die Umgebung von Döbschke ein bevorzugter Anbauort für Obstbäume. Auffällig ist jedoch, dass im Jahre 1840 die Erträge von Hafer und Roggen die niedrigsten des gesamten Bautzner Umlandes waren.

## Geschichte
| 1580 | 3 Gärtner            |
| 1777 | 3 Gärtner, 2 Häusler |
| 1780 | 3 Gärtner, 2 Häusler |
| 1834 | 34                   |
| 1871 | 58                   |
| 1890 | 51                   |
| 1910 | 34                   |
| 1925 | 41                   |
| 1996 | 68                   |
| 2006 | 60                   |
| 2009 | 34                   |
| 2011 | 29                   |

Erstmals wurde der Ort Döbschke im Jahre 1376 bei einem Streit um den Zehnt urkundlich erwähnt. Die ersten Spuren der Besiedelung reichen jedoch viel weiter zurück. So ist zum Beispiel aus dem Mesolithikum ein Geröllabschlagplatz bekannt und auch Relikte der bronzezeitlichen Lausitzer Kultur, darunter eine schnurkeramische Axt und Steinkistengräber, blieben erhalten. Aus den frühen Zeiten sind nur wenige Fakten überliefert. Zu ihnen gehört wiederum ein Streit um den Zehnt mit dem Gödaer Pfarrer Leuther von Hohndorf aus dem Jahre 1381 und der Verkauf des Waldes Debiškow durch das Rittergut an den Gödaer Pfarrer von 1421. Dieser ist noch heute der Pfarrbusch.
Bis 1780 entspricht die Geschichte des Ortes weitestgehend der Geschichte des hiesigen Rittergutes. Ende des 18. bzw. Anfang des 19. Jahrhunderts bis mindestens 1828 wird ein Friedrich August Adolf von Gersdorff als Rittergutsbesitzer erwähnt; 1832 war ein Präsident und Comthur des Königlich Sächsischen Civilverdienstordens von Gersdorff in dieser Funktion tätig. Im Jahre 1925 war dessen Besitzer Gustav von Sahr, dessen Vater Julius von Sahr mindestens seit 1874 im Ort ansässig gewesen ist. Damals hatte es eine Größe von 114 Hektar, war also verhältnismäßig klein. Trotzdem fiel das Gut der Bodenreform zum Opfer und das Herrenhaus wurde abgerissen.
Arnošt Muka verzeichnete für Döbschke in den Jahren 1884/85 eine Einwohnerzahl von 56; davon waren 50 Sorben und sechs Deutsche.